# Liste der denkmalgeschützten Objekte in Schwarzautal
Die Liste der denkmalgeschützten Objekte in Schwarzautal enthält die 12 denkmalgeschützten, unbeweglichen Objekte der Gemeinde Schwarzautal im steirischen Bezirk Leibnitz.

## Denkmäler
| Foto |                 | Denkmal                                                                               | Standort                                 | Beschreibung | Metadaten |
| ---- | --------------- | ------------------------------------------------------------------------------------- | ---------------------------------------- | --- | --- |
| ja   | Datei hochladen | Meßkapelle HERIS-ID: 41634 Objekt-ID: 42175                                           | Schwarzau 23 Standort KG: Schwarzau      | | BDA-Hist.: Q38001906 Status: Bescheid Stand der BDA-Liste: 2025-06-30 Name: Meßkapelle GstNr.: .77                                                                                                  |
| BW   | Datei hochladen | Neolithische Kreisgrabenanlage Neuholz bei Haidenberg HERIS-ID: 257538seit 2025       | Standort KG: Schwarzau                   | | BDA-Hist.: Q135168572 Status: Bescheid Stand der BDA-Liste: 2025-06-30 Name: Neolithische Kreisgrabenanlage Neuholz bei Haidenberg GstNr.: 936, 935/1                                               |
| ja   | Datei hochladen | Ortskapelle HERIS-ID: 32608 Objekt-ID: 29727                                          | Standort KG: Unterlabill                 | | BDA-Hist.: Q37948820 Status: § 2a Stand der BDA-Liste: 2025-06-30 Name: Ortskapelle GstNr.: .49 |
| ja   | Datei hochladen | Büste Kaiser Franz Joseph I. HERIS-ID: 70542 Objekt-ID: 83662                         | bei Wolfsberg 20 Standort KG: Wolfsberg  | | BDA-Hist.: Q38125322 Status: § 2a Stand der BDA-Liste: 2025-06-30 Name: Büste Kaiser Franz Joseph I. GstNr.: 20/1                                                                                   |
| ja   | Datei hochladen | Figurenbildstock Erzengel HERIS-ID: 70540 Objekt-ID: 83659                            | Wolfsberg 23 Standort KG: Wolfsberg      | Die Steinfigur eines Erzengels steht neben der Kirche und stammt aus dem 2. Viertel des 18. Jahrhunderts. Anmerkung: siehe Fehlerliste | BDA-Hist.: Q38125301 Status: § 2a Stand der BDA-Liste: 2025-06-30 Name: Figurenbildstock Erzengel GstNr.: 988/1                                                                                     |
| ja   | Datei hochladen | Pfarrhof mit Nebengebäude HERIS-ID: 51979 Objekt-ID: 57832                            | Wolfsberg 23 Standort KG: Wolfsberg      | Der stattliche Bau über einem hakenförmigen Grundriss wurde 1698 erbaut und 1764 umgestaltet. Vor dem Pfarrhof steht eine Steinfigur eines Erzengels. | BDA-Hist.: Q38048369 Status: § 2a Stand der BDA-Liste: 2025-06-30 Name: Pfarrhof mit Nebengebäude GstNr.: 11/4 Pfarrhof Wolfsberg im Schwarzautal                                                   |
| ja   | Datei hochladen | Kath. Pfarrkirche hl. Dionysius und Kirchhof HERIS-ID: 51980 Objekt-ID: 57833         | bei Wolfsberg 23 Standort KG: Wolfsberg  | Die Pfarrkirche wurde in den Jahren 1733–1739 durch Johann Georg Stengg unter Belassen der gotischen Chormauern neu erbaut. Das Langhaus weist zwei Joche auf, der gotische Chor ist barock gewölbt. Der Turm mit gegliedertem Helm ist mit 1756 bezeichnet. Die Inneneinrichtung ist größtenteils spätbarock. | BDA-Hist.: Q38048383 Status: § 2a Stand der BDA-Liste: 2025-06-30 Name: Kath. Pfarrkirche hl. Dionysius und Kirchhof GstNr.: .1 Pfarrkirche hl. Dionysius, Wolfsberg im Schwarzautal                |
| ja   | Datei hochladen | Flur-/Wegkapelle HERIS-ID: 70533 Objekt-ID: 83652                                     | bei Wolfsberg 171 Standort KG: Wolfsberg | | BDA-Hist.: Q38125280 Status: § 2a Stand der BDA-Liste: 2025-06-30 Name: Flur-/Wegkapelle GstNr.: .1                                                                                                 |
| ja   | Datei hochladen | Stiegenaufgang mit Statuen Apostel Petrus und Paulus HERIS-ID: 70535 Objekt-ID: 83654 | bei Wolfsberg 23 Standort KG: Wolfsberg  | Der Stiegenaufgang zur Pfarrkirche wird oben mit zwei Steinfiguren der Apostel Petrus und Paulus aus dem 2. Viertel des 18. Jahrhunderts abgeschlossen. | BDA-Hist.: Q38125291 Status: § 2a Stand der BDA-Liste: 2025-06-30 Name: Stiegenaufgang mit Statuen Apostel Petrus und Paulus GstNr.: .1, 988/1 Pfarrkirche hl. Dionysius, Wolfsberg im Schwarzautal |
| ja   | Datei hochladen | Figurenbildstock Schmerzensmann HERIS-ID: 70515 Objekt-ID: 83634                      | bei Wolfsberg 27 Standort KG: Wolfsberg  | Der Steinpfeiler mit einer Statue des Schmerzensmanns steht in der Ortsmitte. Er ist mit 1667 datiert und wurde laut Inschrift von Peter Wagner zu Wolfsberg errichtet. | BDA-Hist.: Q38125273 Status: § 2a Stand der BDA-Liste: 2025-06-30 Name: Figurenbildstock Schmerzensmann GstNr.: 988/1                                                                               |
| ja   | Datei hochladen | Flur-/Wegkapelle Absetzkreuz HERIS-ID: 70513 Objekt-ID: 83632                         | bei Wolfsberg 99 Standort KG: Wolfsberg  | | BDA-Hist.: Q38125264 Status: § 2a Stand der BDA-Liste: 2025-06-30 Name: Flur-/Wegkapelle Absetzkreuz GstNr.: 28/1                                                                                   |
| ja   | Datei hochladen | Bildstock Pestkreuz HERIS-ID: 70541 Objekt-ID: 83661                                  | bei Wolfsberg 99 Standort KG: Wolfsberg  | Die spätgotische Wegsäule ist mit 1522 datiert und trägt die Inschrift „Jakob W“ sowie Namen und Wappen des Pfarrers Laurentius Pirbeier. | BDA-Hist.: Q38125312 Status: § 2a Stand der BDA-Liste: 2025-06-30 Name: Bildstock Pestkreuz GstNr.: 28/1                                                                                            |
| ja   | Datei hochladen | Bildstock Wegsäule HERIS-ID: 86834 Objekt-ID: 101169                                  | bei Wolfsberg 142 Standort KG: Wolfsberg | Der barocke Tabernakelpfeiler stammt aus dem 17. oder 18. Jahrhundert. Der Tabernakel hat an drei Seiten rechteckige Nischen, darin befinden sich Malereien bezeichnet mit Rois aus dem Jahr 1998. | BDA-Hist.: Q37717210 Status: § 2a Stand der BDA-Liste: 2025-06-30 Name: Bildstock Wegsäule GstNr.: 644/4                                                                                            |